# Visočki Odorovci
Verzar (cirill betűkkel Височки Одоровци, bolgárul Височки Одоровци (Viszocski Odorovci)) egy falu Szerbiában, a Piroti körzetben, a Dimitrovgradi községben.

## Népesség
- 1948-ban 882 lakosa volt.
- 1953-ban 846 lakosa volt.
- 1961-ben 665 lakosa volt.
- 1971-ben 435 lakosa volt.
- 1981-ben 303 lakosa volt.
- 1991-ben 222 lakosa volt
- 2002-ben 135 lakosa volt, akik közül 68 bolgár (50,37%), 35 szerb (25,92%), 3 ismeretlen.